# Émile Pereire
Pour les articles homonymes, voir Frères Pereire et Pereire.
Pour les autres membres de la famille, voir Famille Pereire.
Jacob Émile Pereire (3 décembre 1800 à Bordeaux - 6 janvier 1875 à Paris) est un financier et homme politique français.

## Biographie

### Vie familiale

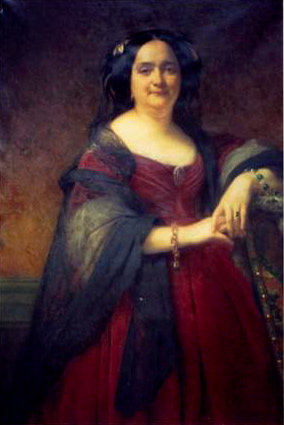
Portrait de son épouse, née Rachel Herminie Rodrigues Henriques.

Fils d'Isaac Rodrigues Pereire, courtier et assureur maritime à Bordeaux, et de Rebecca Lopès-Fonseca, petit-fils du savant, linguiste et orthophoniste Jacob Rodrigue Pereire, il est le frère d'Isaac Pereire.
En 1822, il s'installe à Paris comme courtier d'affaires, accueilli par son oncle Isaac Rodrigues-Henriques, dont il épouse la fille, sa cousine germaine, Rachel, en 1824. Ils auront cinq enfants :
- Fanny (1825-1910), mariée à son oncle Isaac Pereire
- Cécile (1826-1885), mariée à l'ingénieur et banquier Charles Rhoné
- Claire (1834-1887), mariée au banquier Georges Thurneyssen
- Émile II (1840-1913), ingénieur centralien, président du Comité français et administrateur délégué de la Compagnie des chemins de fer du Nord de l'Espagne, gendre d'Auguste Chevalier
- Henry (1841-1932), administrateur de la compagnie des chemins fer du Midi.

### Carrière
Par l'entremise d'Olinde Rodrigues, son cousin germain et beau-frère, il embrasse les doctrines saint-simoniennes en 1829, et collabore au journal Globe, au National et à la Revue encyclopédique. 
En 1835, il est adjudicataire, avec son frère Isaac, du chemin de fer de Saint-Germain, dont les 5 millions de garantie furent faits par James de Rothschild, Adolphe d'Eichthal et quelques autres financiers. Après la réussite de cette opération, il entreprend la construction des chemins de fer du Nord (1845), d'Auteuil, d'Argenteuil, du Midi (1852), de Rhône-et-Loire (1853), de l'État Autrichien et de l'Est de la Suisse (1855), du Nord de l'Espagne (1856), de la Russie, etc. 

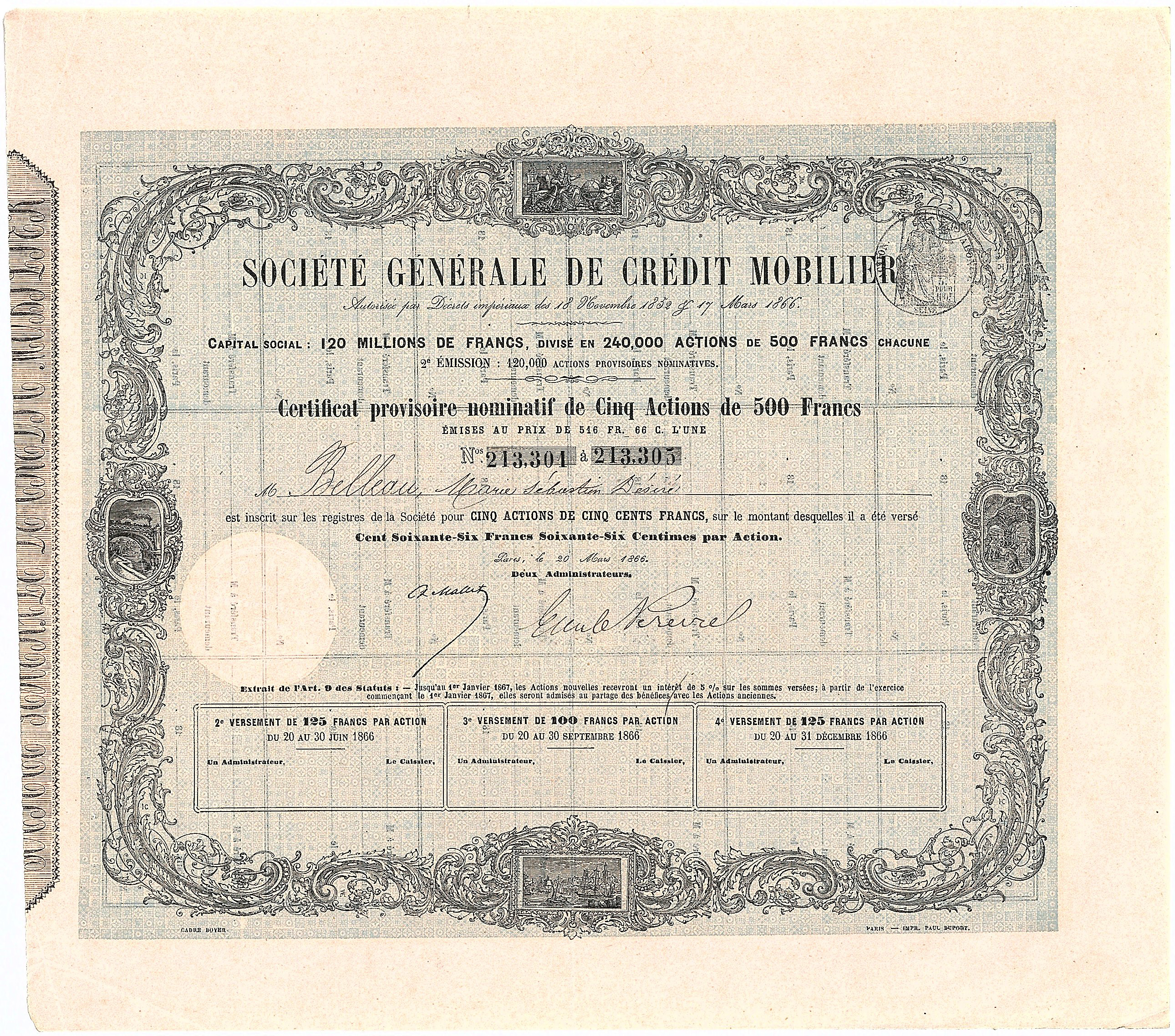
Titre nominatif de 5 actions de 500 francs de la Société générale de Crédit mobilier, émis le 20 mars 1866, signé par Émile Pereire.

Fondateur, en 1852, de la société générale du Crédit mobilier au capital de 60 millions, il effectue la fusion des compagnies du gaz, des compagnies des omnibus et des petites voitures, crée le grand hôtel du Louvre, le Crédit mobilier espagnol (es), et administre le Crédit agricole, le Crédit mobilier italien, et la Banque ottomane (dont il est membre du Comité parisien de 1863 à 1868). Il s'associe ensuite à la Société immobilière ; mais la déconfiture des entreprises annexes amène la ruine de cette société, et Émile Pereire doit donner sa démission en octobre 1867. En 1860, il soutient la politique libre-échangiste du gouvernement et contribue à l'élaboration des traités de commerce. 
Candidat officiel au Corps législatif le 1er juin 1863, il est élu député dans la troisième circonscription de la Gironde. Il siège dans la majorité dynastique, et, dans la session de 1864, quand Thiers demande, pour mettre fin à l'expédition du Mexique, que l'on traite avec Juarez, il s'écrie : « On a assez parlé ici en faveur de l'étranger. ». À la chambre, le député Émile Pereire est régulièrement attaqué par le député Augustin Pouyer-Quertier qui fustige les discutables montages financiers des frères Pereire provoquant leur chute. 

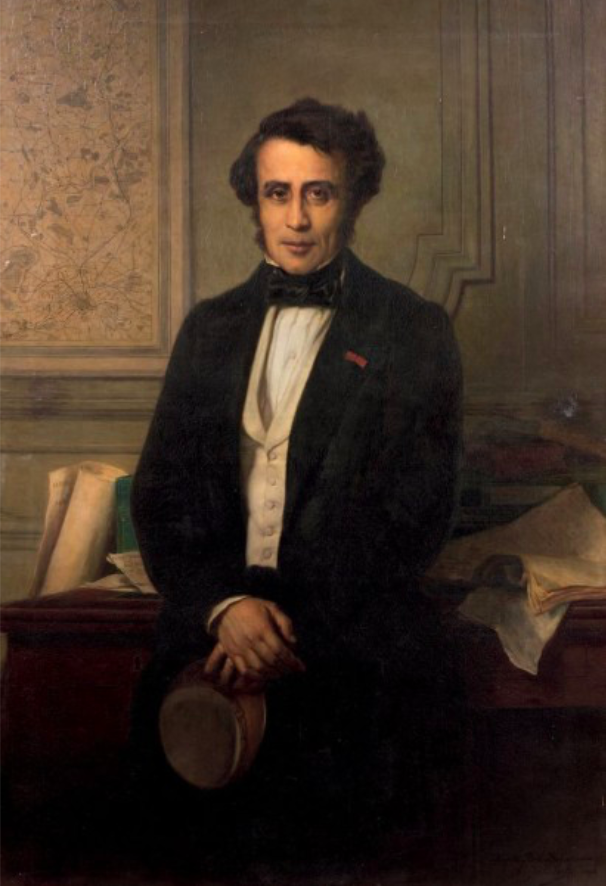
Portrait d'Émile Pereire, peint par Charles Jalabert, d'après Paul Delaroche.

Conseiller général de La Réole, commandeur de la Légion d'honneur du 13 août 1864, il est nommé, en juin 1868, administrateur de la Compagnie transatlantique. Pereire, qui protégeait les arts, prend l'initiative de l'exposition des œuvres de Paul Delaroche au palais des Beaux-Arts. La part qu'il avait eue aux embellissements de Paris, à l'achèvement de la rue de Rivoli, à la percée des boulevards de Sébastopol, Haussmann, Malesherbes, du Prince-Eugène, et à la création du quartier Monceau, a fait donner son nom à un boulevard, à une station de métro et à une place du 17e arrondissement. Il ne se représente pas aux élections de 1869 et quitta la vie politique.